# Rhopalochernes panamensis
Rhopalochernes panamensis är en spindeldjursart som beskrevs av Jacqueline Heurtault 1998. Rhopalochernes panamensis ingår i släktet Rhopalochernes och familjen blindklokrypare. Inga underarter finns listade i Catalogue of Life.